# I'm with You World Tour
A I'm With You Tour foi uma turnê mundial da banda Red Hot Chili Peppers em suporte ao décimo álbum de estúdio da banda, I'm with You. Esta foi a primeira turnê do grupo desde a "Stadium Arcadium Tour", realizada entre 2006 e 2007, e foi também a primeira turnê realizada com o guitarrista Josh Klinghoffer, que entrou para a banda em 2009, substituindo o membro de longa data John Frusciante. A turnê também apresentou como músicos de apoio o percussionista brasileiro Mauro Refosco, e o tecladista Chris Warren, que já havia tocado com a banda em 2007. A I'm With You Tour foi realizada entre setembro de 2011 e abril de 2013, sendo uma das mais longas turnês realizadas pela banda. Percorreu a América do Sul, a América do Norte, a América Central, a Europa, a Ásia, a Oceania e, pela primeira vez na carreira da banda, a África.

## Setlist
Durante a turnê a banda tocou um total de cinquenta músicas do seu catálogo, além de alguns covers e vários teases feitos durante improvisos ou usados como introdução para outras músicas. O setlist foi baseado principalmente em músicas dos álbuns I'm with You, Stadium Arcadium, By the Way, Californication e Blood Sugar Sex Magik. "Freaky Styley", "Me & My Friends, " Fire" e "Higher Ground" foram as únicas músicas dos quatro primeiros álbuns da banda a serem tocadas. Assim como acontece desde a "Californication Tour", "Pea" foi a única música do álbum One Hot Minute presente na turnê. De acordo com Anthony Kiedis, as músicas do álbum não combinavam muito com a visão que ele tinha para o setlist da turnê. A partir de agosto de 2012, Josh Klinghoffer passou a fazer vários teases de canções da banda durante os shows. Os teases incluíam canções que não eram tocadas ao vivo há vários anos, como "My Friends" e até mesmo de músicas que nunca foram tocadas em shows, como "Dosed". Esses teases geralmente ocorriam como introdução para "Under the Bridge". "Monarchy of Roses" foi usada como faixa de abertura em quase todos os shows da turnê, com exceção de algumas datas promocionais e do show em Bogotá. Os principais hits da banda, como "By the Way", "Californication", "Can't Stop" e "Under the Bridge" foram tocados em praticamente todos os shows. "Give It Away" foi usada como número de encerramento em todos os concertos, geralmente acompanhada de uma jam final.

### Canções Tocadas
| Freaky Styley - "Freaky Styley" The Uplift Mofo Party Plan - "Me & My Friends" The Abbey Road E.P. - "Fire" (Jimi Hendrix) Mother's Milk - "Higher Ground" (Stevie Wonder) Blood Sugar Sex Magik - "Blood Sugar Sex Magik" - "Breaking the Girl" - "Give It Away" - "I Could Have Lied" - "If You Have to Ask" - "The Power of Equality" - "Sir Psycho Sexy" - "Suck My Kiss" - "They're Red Hot (Robert Johnson) - "Under the Bridge" One Hot Minute - "Pea" Californication - "Around The World" - "Californication" - "Emit Remmus" - "I Like Dirt" - "Otherside" - "Parallel Universe" - "Right on Time" - "Scar Tissue" By the Way - "By the Way" - "Can't Stop" - "Don't Forget Me" - "Throw Away Your Television" - "Universally Speaking" | Stadium Arcadium - "Charlie" - "Dani California" - "Hard to Concentrate" - "Hey" - "She's Only 18" - "Snow (Hey Oh)" - "Strip My Mind" - "Tell Me Baby" - "Wet Sand" I'm with You - "The Adventures of Rain Dance Maggie" - "Annie Wants a Baby" - "Brendan's Death Song" - "Dance, Dance, Dance" - "Did I Let You Know" - "Ethiopia" - "Factory of Faith" - "Goodbye Hooray" - "Happiness Loves Company" - "Look Around" - "Meet Me At the Corner" - "Monarchy of Roses" - "Police Station" Outros (canções não presentes em álbuns) - "Soul to Squeeze" Covers - "Everybody Knows This Is Nowhere" (Neil Young) - "Io Sono Quel Che Sono" (Mina) (performance por Josh) - "Making Our Dreams Come True" (Cindy Grecco) (performance por Josh) - "(We Don't Need This) Fascist Groove Thang" (Heaven 17) - "What in the World" (David Bowie) |

| The Red Hot Chili Peppers - "Get Up and Jump" (tease) - "Grand Pappy Du Plenty" (tease) - "Police Helicopter" (Flea e Chad jam) - "True Men Don't Kill Coyotes" (tease) Freaky Styley - "American Ghost Dance" (tocada parcialmente) - "Hollywood (Africa)" (tease) - "Jungle Man" (tease) The Uplift Mofo Party Plan - "Behind the Sun" (tease) - "Funky Crime" (tease) - "No Chump Love Sucker" (tease) - "Organic Anti-Beat Box Band" (tease) - "Skinny Sweaty Man" (tocada parcialmente) Mother's Milk - "Good Time Boys" (tease) - "Magic Johnson" (tease) - "Sexy Mexican Maid" (tease) - "Stone Cold Bush" (tease) Blood Sugar Sex Magik - "Apache Rose Peacock" (tocada parcialmente) - "The Greeting Song" (tease) - "Mellowship Slinky In B Major" (tease) - "My Lovely Man" (tease) One Hot Minute - "My Friends" (tease) - "Walkabout" (tease) Californication - "Road Trippin'" (tease) By the Way - "Dosed" (tease) - "I Could Die For You" (tease) - "The Zephyr Song" (tease) Greatest Hits - "Fortune Faded" (tease) Stadium Arcadium - "Stadium Arcadium" (tease) I'm with You Sessions - "In Love Dying" (tease) - "Long Progression" (tease) - "Love of Your Life" (tease) - "Magpies on Fire" (tease) - "Pink As Floyd" (tease) - "Strange Man" (tease) - "The Sunset Sleeps" (tease) - "This Is The Kitt" (tease) | Outros (canções não presentes em álbuns) - "Gong Li" (tease) - "Instrumental #1" (tease) - "Quixoticelixer" (tease) - "Sikamikanico" (tease) Covers - "99 Luftballons" (Nena) - "Auld Lang Syne" (Robert Burns) - "Birthday" (The Beatles) - "Boyz-n-the-Hood" (Eazy-E) - "Castles Made of Sand" (Jimi Hendrix) - "Cholly" (Funkadelic) - "Clap Your Hands" (Nile Rodgers) - "Cosmic Slop (Funkadelic) - "D'yer Mak'er (Led Zeppelin - "Don't Dream It's Over" (Crowded House) (performance por Josh) - "Dream a Little Dream of Me" - "Everybody Dance" (Chic) - "F.U. (Bemsha Swing)" (Thelonious Monk) - "Frankenstein" (The Edgar Winter Group) - "Good To Your Earhole" (Parliament-Funkadelic) - "Gratitude" (Beastie Boys) - "Heart of Gold" (Neil Young) - "Holiday In Cambodia" (Dead Kennedys) - "The House of the Rising Sun" (Traditional) - "I Call My Baby Pussycat" (Parliament Funkadelic) - "I Love Livin' in the City" (Fear) - "I'm Too Sexy" (Right Said Fred) - "Louie Louie" (Richard Berry (w/ Toots Hibbert) - "Love Is a Many-Splendored Thing" (Paul Francis Webster) - "Maggie May" (Rod Stewart) - "Maggie's Farm" (Bob Dylan) - "Master of Puppets (Metallica) - "Mr. Big Stuff" (Jean Knight) - "The Ocean" (Led Zeppelin) - "Orange Claw Hammer" (Captain Beefheart) - "Rape Me" (Nirvana) - "Red Hot Mama" (Parliament Funkadelic) - "Right" (David Bowie) - "So What'cha Want" (Beastie Boys) - "Tender" (Blur) - "Theme from The Godfather" (Nino Rota) - "Theme From Halloween" (John Carpenter) - "The Wanton Song" (Led Zeppelin) - "Warszawa" (David Bowie) - "Whole Lotta Rosie" (AC/DC) - "You're Gonna Get Yours" (Public Enemy) |

## Bandas de Abertura
- Them Hills (Nevada)
- Thelonious Monster (Los Angeles)
- The Mars Volta[2] (Hong Kong)
- Foals[3] (Bogotá, Lima, Buenos Aires, São Paulo, Berlim, Viena, Milão)
- Son Batá (Bogotá)
- Chancho en Piedra[4] (Santiago)
- Snow Patrol[5] (Rock in Rio)
- Femi Kuti & the Positive Force[6] (Coloogne, Hamburgo, Stockholm, Frankfurt)
- Fool's Gold[7] (Dublin, Londres, Glasgow, Manchester, Sheffield, Birmingham)
- Madrid[8] (Madrid)
- Santigold[9](Columbia, Duluth)
- Sleigh Bells(Washington, Philadelphia)
- Noel Gallagher's High Flying Birds (Dublin)
- Placebo (Gelsenkirchen)
- Janelle Monáe (North Little Rock)

## Datas

### Shows Promocionais
| Data                   | Cidade       | País           | Local                  |
| ---------------------- | ------------ | -------------- | ---------------------- |
| América do Norte       |              |                |                        |
| 27 de julho de 2011    | Big Sur      | Estados Unidos | Henry Miller Library   |
| 29 de julho de 2011    | Nevada City  | Estados Unidos | Miners Foundry         |
| 30 de julho de 2011    | Venice Beach | Estados Unidos | 1901 Ocean Front Walk  |
| 31 de julho de 2011    | Los Angeles  | Estados Unidos | The Troubadour         |
| Ásia                   |              |                |                        |
| 09 de agosto de 2011   | Hong Kong    | China          | AsiaWorld Arena        |
| 13 de agosto de 2011   | Chiba        | Japão          | Makuhari Messe         |
| 14 de agosto de 2011   | Osaka        | Japão          | Maishima Sports Island |
| América do Norte       |              |                |                        |
| 22 de agosto de 2011   | Los Angeles  | Estados Unidos | Roxy Theatre           |
| 24 de agosto de 2011   | Los Angeles  | Estados Unidos | Club Nokia             |
| Europa                 |              |                |                        |
| 30 de agosto de 2011   | Cologne      | Alemanha       | E-Werk                 |
| 02 de setembro de 2011 | Londres      | Inglaterra     | Koko Club              |
| 08 de setembro de 2011 | Paris        | França         | Studios River Gauche   |

### Turnê
| Data                               | Cidade              | País             | Local                              |
| ---------------------------------- | ------------------- | ---------------- | ---------------------------------- |
| América do Sul e América Central   |                     |                  |                                    |
| 11 de setembro de 2011             | Bogotá              | Colômbia         | Parque Simón Bolivar               |
| 12 de setembro de 2011             | San José            | Costa Rica       | Estádio Nacional de Costa Rica     |
| 14 de setembro de 2011             | Lima                | Peru             | Estádio Nacional                   |
| 16 de setembro de 2011             | Santiago            | Chile            | Estádio Monumental David Arellano  |
| 18 de setembro de 2011             | Buenos Aires        | Argentina        | Estádio River Plate                |
| 21 de setembro de 2011             | São Paulo           | Brasil           | Arena Anhembi                      |
| 24 de setembro de 2011             | Rio de Janeiro      | Brasil           | Cidade do Rock                     |
| Europa                             |                     |                  |                                    |
| 07 de Outubro de 2011              | Cologne             | Alemanha         | Lanxess Arena                      |
| 09 de Outubro de 2011              | Hamburgo            | Alemanha         | O2 World                           |
| 11 de Outubro de 2011              | Estocolmo           | Suécia           | Ericsson Globe Arena               |
| 12 de Outubro de 2011              | Estocolmo           | Suécia           | Ericsson Globe Arena               |
| 14 de Outubro de 2011              | Herning             | Dinamarca        | Jyske Bank Boxen                   |
| 16 de Outubro de 2011              | Roterdão            | Países Baixos    | Ahoy Rotterdam                     |
| 18 de Outubro de 2011              | Paris               | França           | Palais Omnisports de Paris-Bercy   |
| 19 de Outubro de 2011              | Paris               | França           | Palais Omnisports de Paris-Bercy   |
| 21 de Outubro de 2011              | Frankfurt           | Alemanha         | Festhalle Frankfurt                |
| 04 de Novembro de 2011             | Dublin              | Irlanda          | The O2                             |
| 05 de Novembro de 2011             | Belfast             | Irlanda do Norte | Ulster Hall                        |
| 07 de Novembro de 2011             | Londres             | Inglaterra       | The O2 Arena                       |
| 09 de Novembro de 2011             | Londres             | Inglaterra       | The O2 Arena                       |
| 10 de Novembro de 2011             | Londres             | Inglaterra       | The O2 Arena                       |
| 12 de Novembro de 2011             | Glasgow             | Escócia          | S.E.C.C.                           |
| 14 de Novembro de 2011             | Manchester          | Inglaterra       | M.E.N. Arena                       |
| 15 de Novembro de 2011             | Manchester          | Inglaterra       | M.E.N. Arena                       |
| 17 de Novembro de 2011             | Sheffield           | Inglaterra       | Motorpoint Arena                   |
| 19 de Novembro de 2011             | Birmingham          | Inglaterra       | LG Arena                           |
| 20 de Novembro de 2011             | Birmingham          | Inglaterra       | LG Arena                           |
| 04 de Dezembro de 2011             | Berlim              | Alemanha         | O2 World                           |
| 05 de Dezembro de 2011             | Munique             | Alemanha         | Olympiahalle                       |
| 07 de Dezembro de 2011             | Viena               | Áustria          | Stadthalle                         |
| 10 de Dezembro de 2011             | Turin               | Itália           | Torino Palasport Olimpico          |
| 11 de Dezembro de 2011             | Milão               | Itália           | Mediolanum Forum                   |
| 13 de Dezembro de 2011             | Zurique             | Suíça            | Hallenstadion                      |
| 15 de Dezembro de 2011             | Barcelona           | Espanha          | Palau Sant Jordi                   |
| 17 de Dezembro de 2011             | Madrid              | Espanha          | Palacio de los Deportes            |
| 19 de Dezembro de 2011             | Paris               | França           | La Cigale                          |
| 31 de Dezembro de 2011             | São Bartolomeu      | França           | Gouverneur Beach                   |
| América do Norte                   |                     |                  |                                    |
| 29 de Março de 2012                | Tampa               | Estados Unidos   | St. Pete Times Forum               |
| 31 de Março de 2012                | Orlando             | Estados Unidos   | Amway Center                       |
| 02 de Abril de 2012                | Sunrise             | Estados Unidos   | BankAtlantic Center                |
| 04 de Abril de 2012                | Raleigh             | Estados Unidos   | RBC Center                         |
| 06 de Abril de 2012                | Charlotte           | Estados Unidos   | Time Warner Cable Arena            |
| 07 de Abril de 2012                | Columbia            | Estados Unidos   | Colonial Life Arena                |
| 09 de Abril de 2012                | Greensboro          | Estados Unidos   | Greensboro Coliseum                |
| 10 de Abril de 2012                | Duluth              | Estados Unidos   | Arena at Gwinnett Center           |
| 12 de Abril de 2012                | Memphis             | Estados Unidos   | FedExForum                         |
| 15 de Abril de 2012                | Cleveland           | Estados Unidos   | Cuyahoga County Democratic Office  |
| 27 de Abril de 2012                | Toronto             | Canadá           | Air Canada Centre                  |
| 28 de Abril de 2012                | Toronto             | Canadá           | Air Canada Centre                  |
| 30 de Abril de 2012                | Ottawa              | Canadá           | Scotiabank Place                   |
| 02 de Maio de 2012                 | Montreal            | Canadá           | Bell Centre                        |
| 04 de Maio de 2012                 | Newark              | Estados Unidos   | Prudential Center                  |
| 05 de Maio de 2012                 | Newark              | Estados Unidos   | Prudential Center                  |
| 07 de Maio de 2012                 | Boston              | Estados Unidos   | TD Garden                          |
| 10 de Maio de 2012                 | Washington          | Estados Unidos   | Verizon Center                     |
| 11 de Maio de 2012                 | Philadelphia        | Estados Unidos   | Wells Fargo Center                 |
| 19 de Maio de 2012                 | Gulf Shores         | Estados Unidos   | Homeport Marina                    |
| 25 de Maio de 2012                 | St. Louis           | Estados Unidos   | Scottrade Center                   |
| 26 de Maio de 2012                 | Grand Rapids        | Estados Unidos   | Van Andel Arena                    |
| 28 de Maio de 2012                 | Rosemont            | Estados Unidos   | Allstate Arena                     |
| 30 de Maio de 2012                 | Pittsburgh          | Estados Unidos   | Consol Energy Center               |
| 01 de Junho de 2012                | Detroit             | Estados Unidos   | Joe Louis Arena                    |
| 02 de Junho de 2012                | Cleveland           | Estados Unidos   | Quicken Loans Arena                |
| 04 de Junho de 2012                | Columbus            | Estados Unidos   | Value City Arena                   |
| 06 de Junho de 2012                | Cincinnati          | Estados Unidos   | U.S. Bank Arena                    |
| 07 de Junho de 2012                | Louisville          | Estados Unidos   | KFC Yum! Center                    |
| 09 de Junho de 2012                | Manchester          | Estados Unidos   | Great Stage Park                   |
| Europa                             |                     |                  |                                    |
| 23 de Junho de 2012                | Hertfordshire       | Inglaterra       | Knebworth House                    |
| 24 de Junho de 2012                | Sunderland          | Inglaterra       | Stadium of Light                   |
| 26 de Junho de 2012                | Dublin              | Irlanda          | Croke Park                         |
| 28 de Junho de 2012                | Nijmegen            | Países Baixos    | Goffertpark                        |
| 30 de Junho de 2012                | Paris               | França           | Stade De France                    |
| 01 de Julho de 2012                | Werchter            | Bélgica          | Festivalpark                       |
| 03 de Julho de 2012                | Berne               | Suíça            | Stade de Suisse                    |
| 05 de Julho de 2012                | Milão               | Itália           | Fiera Milano                       |
| 07 de Julho de 2012                | Madrid              | Espanha          | Arganda del Rey                    |
| 20 de Julho de 2012                | St. Petersburg      | Rússia           | Petrovsky Stadium                  |
| 22 de Julho de 2012                | Moscow              | Rússia           | Luzhniki Stadium                   |
| 25 de Julho de 2012                | Kiev                | Ucrânia          | Olimpiysky National Sports Complex |
| 27 de Julho de 2012                | Varsóvia            | Polónia          | Bemowo Airport                     |
| 28 de Julho de 2012                | Kaunas              | Lituânia         | Žalgiris Arena                     |
| 30 de Julho de 2012                | Tallinn             | Estónia          | Tallinn Song Festival Grounds      |
| 01 de Agosto de 2012               | Tampere             | Finlândia        | Ratina Stadion                     |
| América do Norte                   |                     |                  |                                    |
| 04 de Agosto de 2012               | Chicago             | Estados Unidos   | Grant Park                         |
| 11 de Agosto de 2012               | Los Angeles         | Estados Unidos   | Staples Center                     |
| 12 de Agosto de 2012               | Los Angeles         | Estados Unidos   | Staples Center                     |
| 14 de Agosto de 2012               | Oakland             | Estados Unidos   | Oracle Arena                       |
| 15 de Agosto de 2012               | Oakland             | Estados Unidos   | Oracle Arena                       |
| Europa e Ásia                      |                     |                  |                                    |
| 25 de Agosto de 2012               | Gelsenkirchen       | Alemanha         | Veltins Arena                      |
| 27 de Agosto de 2012               | Praga               | Chéquia          | Synot Tip Arena                    |
| 29 de Agosto de 2012               | Zagreb              | Croácia          | Hipodrom Zagreb                    |
| 31 de Agosto de 2012               | Bucareste           | Roménia          | National Arena                     |
| 01 de Setembro de 2012             | Sofia               | Bulgária         | Georgi Asparuhov Stadium           |
| 04 de Setembro de 2012             | Atenas              | Grécia           | Athens Olympic Stadium             |
| 06 de Setembro de 2012             | Beirute             | Líbano           | The Waterfront                     |
| 08 de Setembro de 2012             | Istambul            | Turquia          | SantralIstanbul                    |
| 10 de Setembro de 2012             | Tel Aviv            | Israel           | Hayarkon Park                      |
| América do Norte                   |                     |                  |                                    |
| 23 de Setembro de 2012             | San Diego           | Estados Unidos   | Valley View Casino Center          |
| 25 de Setembro de 2012             | Glendale            | Estados Unidos   | Jobing.com Arena                   |
| 27 de Setembro de 2012             | Denver              | Estados Unidos   | Pepsi Center                       |
| 29 de Setembro de 2012             | San Antonio         | Estados Unidos   | AT&T Center                        |
| 02 de Outubro de 2012              | Dallas              | Estados Unidos   | American Airlines Center           |
| 04 de Outubro de 2012              | New Orleans         | Estados Unidos   | New Orleans Arena                  |
| 14 de Outubro de 2012              | Austin              | Estados Unidos   | Zilker Metropolitan Park           |
| 20 de Outubro de 2012              | Houston             | Estados Unidos   | Toyota Center                      |
| 22 de Outubro de 2012              | Oklahoma            | Estados Unidos   | Chesapeake Energy Arena            |
| 23 de Outubro de 2012              | Tulsa               | Estados Unidos   | BOK Center                         |
| 25 de Outubro de 2012              | North Little Rock   | Estados Unidos   | Verizon Arena                      |
| 27 de Outubro de 2012              | Kansas City         | Estados Unidos   | Sprint Center                      |
| 28 de Outubro de 2012              | Omaha               | Estados Unidos   | CenturyLink Center                 |
| 30 de Outubro de 2012              | Minneapolis         | Estados Unidos   | Target Center                      |
| 01 de Novembro de 2012             | Milwaukee           | Estados Unidos   | Bradley Center                     |
| 14 de Novembro de 2012             | Portland            | Estados Unidos   | Rose Garden                        |
| 15 de Novembro de 2012             | Seattle             | Estados Unidos   | Key Arena                          |
| 17 de Novembro de 2012             | Vancouver           | Canadá           | Rogers Arena                       |
| 19 de Novembro de 2012             | Calgary             | Canadá           | Scotiabank Saddledome              |
| 21 de Novembro de 2012             | Edmonton            | Canadá           | Rexall Place                       |
| 22 de Novembro de 2012             | Edmonton            | Canadá           | Rexall Place                       |
| 24 de Novembro de 2012             | Saskatoon           | Canadá           | Credit Union Centre                |
| 26 de Novembro de 2012             | Winnipeg            | Canadá           | MTS Centre                         |
| 18 de Dezembro de 2012             | Las Vegas           | Estados Unidos   | Red Rock Amphitheatre              |
| 31 de Dezembro de 2012             | Las Vegas           | Estados Unidos   | Chelsea Ballroom                   |
| Oceania                            |                     |                  |                                    |
| 14 de Janeiro de 2013              | Auckland            | Nova Zelândia    | Vector Arena                       |
| 15 de Janeiro de 2013              | Auckland            | Nova Zelândia    | Vector Arena                       |
| 18 de Janeiro de 2013              | Sydney              | Austrália        | Syndey Showground                  |
| 20 de Janeiro de 2013              | Gold Coast          | Austrália        | Parklands                          |
| 25 de Janeiro de 2013              | Adelaide            | Austrália        | Adelaide Showgrounds               |
| 26 de Janeiro de 2013              | Melbourne           | Austrália        | Flemington Racecourse              |
| 28 de Janeiro de 2013              | Perth               | Austrália        | Claremont Showgrounds              |
| África                             |                     |                  |                                    |
| 2 de Fevereiro de 2013             | Joanesburgo         | África do Sul    | Soccer City                        |
| 5 de Fevereiro de 2013             | Cidade do Cabo      | África do Sul    | Estádio da Cidade do Cabo          |
| América do Norte e América Central |                     |                  |                                    |
| 3 de Março de 2013                 | Guadalajara         | México           | Arena VFG                          |
| 5 de Março de 2013                 | Cidade do México    | México           | Palacio de los Deportes            |
| 6 de Março de 2013                 | Cidade do México    | México           | Palacio de los Deportes            |
| 9 de Março de 2013                 | Cidade da Guatemala | Guatemala        | Estadio Mateo Flores               |
| 9 de Abril de 2013                 | Los Angeles         | Estados Unidos   | The Fonda Theatre                  |
| 14 de Abril de 2013                | Indio               | Estados Unidos   | Coachella Festival                 |
| 21 de Abril de 2013                | Indio               | Estados Unidos   | Coachella Festival                 |

### Datas Adicionais
| Data                    | Cidade         | País           | Local                             |
| ----------------------- | -------------- | -------------- | --------------------------------- |
| América do Norte        |                |                |                                   |
| 11 de maio de 2013      | Portland       | Estados Unidos | Veterans Memorial Coliseum        |
| 8 de junho de 2013      | Detroit        | Estados Unidos | Orion Music + More                |
| 21 de junho de 2013     | Dover          | Estados Unidos | FireFly Music Festival            |
| 3 de agosto de 2013     | Vancouver      | Canadá         | Kitsilano                         |
| 5 de agosto de 2013     | Anchorage      | Estados Unidos | Sullivan Arena                    |
| 6 de agosto de 2013     | Anchorage      | Estados Unidos | Sullivan Arena                    |
| 11 de agosto de 2013    | San Francisco  | Estados Unidos | Outside Lands Festival            |
| 21 de setembro de 2013  | Atlanta        | Estados Unidos | Music Midtown Festival            |
| 30 de outubro de 2013   | Los Angeles    | Estados Unidos | Silverlake Conservatory of Music  |
| América do Sul          |                |                |                                   |
| 02 de novembro de 2013  | Belo Horizonte | Brasil         | Circuito Banco do Brasil          |
| 05 de novembro de 2013  | Assunção       | Paraguai       | Hipódromo de Asunción             |
| 07 de novembro de 2013  | São Paulo      | Brasil         | Arena Anhembi                     |
| 09 de novembro de 2013  | Rio de Janeiro | Brasil         | Circuito Banco do Brasil          |
| América do Norte        |                |                |                                   |
| 01 de fevereiro de 2014 | Brooklyn       | Estados Unidos | Barclays Center                   |
| 02 de fevereiro de 2014 | New Jersey     | Estados Unidos | MetLife Stadium                   |
| Ásia                    |                |                |                                   |
| 23 de fevereiro de 2014 | Pampanga       | Filipinas      | 7107 International Music Festival |
| América do Sul e Caribe |                |                |                                   |
| 29 de março de 2014     | Santiago       | Chile          | Lollapalooza                      |
| 02 de abril de 2014     | Buenos Aires   | Argentina      | Lollapalooza                      |
| 04 de abril de 2014     | Bogotá         | Colômbia       | Festival Estereo Picnic           |
| 06 de abril de 2014     | San Juan       | Porto Rico     | Coliseu José Miguel Agrelot       |
| Europa                  |                |                |                                   |
| 14 de junho de 2014     | Newport        | Inglaterra     | Isle of Wight Festival            |

### Cancelamentos
Todos os concertos a seguir foram adiados devido a uma fratura no pé de Anthony Kiedis.
| Data                    | Cidade            | País           | Local                     | Adiamento                                                                                    |
| ----------------------- | ----------------- | -------------- | ------------------------- | -------------------------------------------------------------------------------------------- |
| América do Norte        |                   |                |                           |                                                                                              |
| 20 de janeiro de 2012   | Sunrise           | Estados Unidos | BankAtlantic Center       | Adiado para o dia 2 de abril de 2012                                                         |
| 21 de janeiro de 2012   | Orlando           | Estados Unidos | Amway Center              | Adiado para o dia 31 de março de 2012                                                        |
| 23 de janeiro de 2012   | Tampa             | Estados Unidos | St. Pete Times Forum      | Adiado para o dia 29 de março de 2012                                                        |
| 25 de janeiro de 2012   | Charlotte         | Estados Unidos | Time Warner Cable Arena   | Adiado para o dia 6 de abril de 2012                                                         |
| 27 de janeiro de 2012   | Raleigh           | Estados Unidos | RBC Center                | Adiado para o dia 4 de abril de 2012                                                         |
| 28 de janeiro de 2012   | Columbia          | Estados Unidos | Colonial Life Arena       | Adiado para o dia 7 de abril de 2012                                                         |
| 30 de janeiro de 2012   | Duluth            | Estados Unidos | Arena at Gwinnett Center  | Adiado para o dia 10 de abril de 2012                                                        |
| 31 de janeiro de 2012   | Greensboro        | Estados Unidos | Greensboro Coliseum       | Adiado para o dia 9 de abril de 2012                                                         |
| 03 de fevereiro de 2012 | Memphis           | Estados Unidos | FedExForum                | Adiado para o dia 12 de abril de 2012                                                        |
| 04 de fevereiro de 2012 | New Orleans       | Estados Unidos | New Orleans Arena         | Adiado para o dia 4 de outubro de 2012                                                       |
| 17 de fevereiro de 2012 | Oakland           | Estados Unidos | Oracle Arena              | Adiado para o dia 14 de agosto de 2012                                                       |
| 18 de fevereiro de 2012 | Oakland           | Estados Unidos | Oracle Arena              | Adiado para o dia 15 de agosto de 2012                                                       |
| 25 de fevereiro de 2012 | Los Angeles       | Estados Unidos | Staples Center            | Adiado para o dia 11 de agosto de 2012                                                       |
| 26 de fevereiro de 2012 | Los Angeles       | Estados Unidos | Staples Center            | Adiado para o dia 12 de agosto de 2012                                                       |
| 29 de fevereiro de 2012 | San Diego         | Estados Unidos | Valley View Casino Center | Adiado para o dia 23 de setembro de 2012                                                     |
| 02 de março de 2012     | Glendale          | Estados Unidos | Jobing.com Arena          | Adiado para o dia 25 de setembro de 2012                                                     |
| 04 de março de 2012     | Denver            | Estados Unidos | Pepsi Center              | Adiado para o dia 27 de setembro de 2012                                                     |
| 06 de março de 2012     | San Antonio       | Estados Unidos | AT&T Center               | Adiado para o dia 29 de setembro de 2012                                                     |
| 08 de março de 2012     | Houston           | Estados Unidos | Toyota Center             | Adiado para o dia 20 de outubro de 2012                                                      |
| 09 de março de 2012     | Dallas            | Estados Unidos | American Airlines Center  | Adiado para o dia 2 de outubro de 2012                                                       |
| 13 de março de 2012     | Tulsa             | Estados Unidos | BOK Center                | Adiado para o dia 24 de outubro de 2012, depois transferido para o dia 23 de outubro de 2012 |
| 15 de março de 2012     | Oklahoma          | Estados Unidos | Chesapeake Energy Arena   | Adiado para o dia 22 de outubro de 2012                                                      |
| 16 de março de 2012     | North Little Rock | Estados Unidos | Verizon Arena             | Adiado para o dia 25 de outubro de 2012                                                      |

## Arrecadação
| Local                             | Cidade     | Ingressos vendidos / Disponíveis | Valor arrecadado |
| --------------------------------- | ---------- | -------------------------------- | ---------------- |
| Asia World Arena                  | Hong Kong  | 13,738 / 13,882 (99%)            | $ 1,242,620      |
| Parque Simón Bolivar              | Bogotá     | 19,654 / 25,000 (90%)            | $ 2,283,360      |
| Estadio Nacional                  | San Jose   | 20,716 / 23,300 (92%)            | $ 1,206,870      |
| Estádio Nacional                  | Lima       | 38,712 / 38,712 (100%)           | $ 3,123,470      |
| Estádio Monumental David Arellano | Santiago   | 37,001 / 52,700 (73%)            | $ 2,165,440      |
| Arena Anhembi                     | São Paulo  | 27,267 / 28,900 (97%)            | $ 2,676,920      |
| The O2 Arena                      | Londres    | 48,131 / 49,779 (97%)            | $ 3,668,430      |
| Manchester Evening News Arena     | Manchester | 26,536 / 30,145 (88%)            | $ 2,056,320      |
| O2 World                          | Berlim     | 9,343 / 11,897 (82%)             | $ 859,497        |
| Total                             | Total      | 241,098 / 274,315 (88%)          | $ 18,873,927     |

## Músicos

### Banda
- Flea – baixo, piano, backing vocals
- Anthony Kiedis – vocais
- Josh Klinghoffer – guitarra, bateria, banjo, backing vocals
- Chad Smith – bateria, percussão

### Músicos adicionais
- Mauro Refosco – percussão
- Chris Warren – teclado

### Participações
- Jorge Continentino (participa de "Did I Let You Know" durante o show do dia 24/09/11)
- Keith "Tree" Barry - saxofone ( O dia 21/11/11 marcou a primeira performance de Barry com a banda em 21 anos. Ele tocou em "Did I Let You Know")
- Michael Bulger – trompete, piano (Tocou com a banda em algumas datas de aquecimento e shows promocionais)
- Femi Kuti - saxofone (Se juntou a banda no palco durante as performances de "Give It Away" e "Did I Let You Know" em Estocolmo)
- Toots Hibbert - vocal (Tocou com a banda o cover de "Louie Louie" no show de ano-novo em 2011)
- Brandon Westgate - saxofone (Membro da banda Fool's Gold. Tocou com a banda em "Did I Let You Know")
- Jack Irons - bateria (o baterista original da banda participou de "Give it Away" e "Higher Ground" na cerimônia de introdução ao Rock and Roll Hall of Fame e em "Give It Away" no show de Los Angeles em 12/08/12)
- Cliff Martinez - bateria (o segundo baterista participou de "Give it Away" e "Higher Ground" na cerimônia de introdução ao Rock and Roll Hall of Fame e em "Give It Away" no show de Los Angeles em 12/08/12)
- 2Cellos (se juntaram a banda durante "Californication" no show do dia 29/08/12)
- İlhan Erşahin - trompete (se juntou a banda durante a performance de "Did I Let You Know" em 08/09/12)
- Avishai Cohen - trompete (se juntou a banda durante as performances de "The Power of Equality" e "Did I Let You Know" em 10/09/12)
- Thundercat - (tocou com a banda durante "Give it Away" no dia 01/11/12)
- Chad - trompete (tocou com a banda durante "Did I Let You Know" durante as datas no Canadá em novembro de 2012)
- Rebirth Brass Band (participaram de "Give It Away" durante o show no dia 24/11/12)